# Louis V de Lichtenberg
Louis V de Lichtenberg est un noble alsacien né le 12 mai 1417 et mort le 25 février 1471. Sa vie est marquée par de nombreux conflits avec la plupart de ses voisins, dont les Fleckenstein, les Linange et l’évêque de Strasbourg Robert de Bavière.

## Biographie
Ludwig, ou Louis, de Lichtenberg naît le 12 mai 1417 au sein de la puissante famille des Lichtenberg. Son père est ainsi Louis IV de Lichtenberg, qui a épousé Anne de Bade en 1412, et son frère aîné est Jacques de Lichtenberg. Sa jeunesse est peu documentée : il devient majeur en 1433 et son père meurt en 1434, mais ce n’est qu’à partir de 1440, lorsque la succession est réglée par un accord avec son frère, qu’il apparaît plus fréquemment dans les documents. Selon les termes de ce partage, Louis de Lichtenberg récupère notamment les bailliages d’Ingwiller, Gœrsdorf, Brumath, Westhoffen, Hatten, Lichtenau, la seigneurie d’Oberhoffen ainsi que divers droits dans plusieurs régions, par exemple dans l’Uffried.
Il est aux prises dès 1442 avec les Fleckenstein autour de ses possessions dans l’Uffried et le Hattgau. Parti en pèlerinage à Rome au printemps 1450, il fait face à son retour aux revendications sur ses terres de Schafried von Leiningen. Afin de pouvoir faire face aux dépenses liées à ce conflit, il doit céder face à Frédéric de Fleckenstein et lui engager ses biens dans l’Uffried.
Louis V multiplie les conflits dans les années suivantes. En 1454, il est en guerre contre la ville de Cologne, puis, la même année, il est allié à la ville de Strasbourg et Wirich II Puller von Hohenburg contre l’évêque de Strasbourg Robert de Bavière, à qui il prend Mutzig. Cela lui vaut d’être mis au ban par l’évêque, peine que Louis V parvient à faire lever l’année suivante par le pape Calixte III. L’alliance avec les Hohenburg semble toutefois avoir été éphémère, car en 1461 il détient prisonnier Richard Puller von Hohenburg. Dans l’intervalle, Louis V lui-même a été fait prisonnier en 1460 par Karl von Baden. Il a cependant dû être rapidement libéré, car en 1461 il est déjà de nouveau en guerre, cette fois contre le comte d’Eberstein.
Louis V s’associe à partir de 1462 à Frédéric Ier du Palatinat auquel il promet son soutien en 1462 et cède en 1463 la moitié des châteaux de Gutenburg et Minfeld et les trois quarts des villages en dépendant. En échange, l’électeur palatin lui accorde sa protection et lui remet en fief une part du château de Nieder-Wasigenstein en 1466. Il est néanmoins contraint d’assiéger ce même château deux ans plus tard, un des copropriétaires y ayant emprisonné un de ses sujets.
Louis V ne semble plus avoir combattu après 1468, peut-être parce qu’il est déjà malade à partir de la fin des années 1460. Il commence en effet à organiser sa succession à partir de 1468, d’abord en s’arrangeant pour que dans le cas où l’un de ses deux filles mourrait avant lui, ses enfants aient les mêmes droits que la fille survivante, puis en se mettant d’accord sur la succession avec son frère en 1470. Il meurt le 25 février 1471 et est enterré dans la chapelle Saint-Nicolas de Neuwiller.